# Parc national des North York Moors
Le parc national des North York Moors (North York Moors National Park) est un parc national anglais situé dans le comté du Yorkshire du Nord. Moors se traduit en français par « landes ». Couvrant une surface de 1 430 km2, il contient l’une des plus grandes étendues de landes de bruyère du Royaume-Uni.

## Histoire
Le parc a été créé en 1952. Ses paysages de landes doivent beaucoup aux défrichements des monastères au Moyen Âge ainsi qu'à la pratique de la chasse à la grouse.

## Géographie
La zone du parc est délimitée sur trois côtés par des escarpements qui dominent la plaine. Sur le quatrième côté (est) la limite est formée par les falaises de la côte de la mer du Nord.
Le parc s'étend sur 1 436 km2 et comptait 23 380 habitants lors du recensement de 2011.
Il contient la plus grande étendue de landes du Royaume-Uni. En août les bruyères en fleur couvrent de mauve de vastes étendues. 
Environ 23 % des North York Moors sont couverts de forêts (principalement situés au sud-ouest et au sud-est), ce qui équivaut à plus de 300 km2 d’arbres. Il abrite la plus grande concentration d’arbres anciens et vétérans du nord de l’Angleterre.

## Climat
Comme l'ensemble du Royaume-Uni, le territoire du parc national des North York Moors est relativement chaud en été et doux en hiver. Les latitudes du parc sont dominées par des vents d'ouest.

## Faune et flore
Les sols acides et les tourbières ne conviennent pas aux vers de terre, de sorte que les espèces qui se nourrissent généralement de vers de terre telles que les taupes et la musaraigne commune sont absentes dans les landes. La musaraigne pygmée survit en mangeant les insectes et les araignées qui vivent dans la bruyère. Vanneau huppé, courlis et rouge-gorge se reproduisent sur la lande et il y a des bécasseaux le long des ruisseaux. Les moucherolles et les pluviers dorés habitent les parcelles herbeuses de la lande et les merles à plastron vivent dans des zones pierreuses. Le tétras lyre, qui se nourrit de jeunes pousses de bruyère, est abondant. La bruyère est brûlée en bandes par les gardes-chasse et les agriculteurs pour encourager la croissance de nouvelles bruyères pour nourrir le tétras. Le tir au tétras fait partie de l’économie des landes. Environ 20 % du parc national est recouvert de fougères. Peu de choses peuvent pousser sous sa couverture dense, il ne supporte pas beaucoup d’insectes et est désagréable pour la plupart des animaux. La fougère est extrêmement envahissante.
Les moutons sont une partie omniprésente du paysage des landes. Leur pâturage aide à maintenir le paysage sauvage ouvert qui est nécessaire pour que de nombreuses autres plantes et animaux prospèrent
. 
Les falaises et les baies sablonneuses de l’extrémité nord de la côte du Yorkshire offrent un assortiment d’habitats marins. On y trouve des courlis, cormorans, goélands argentés et des fulmars.

## Galerie

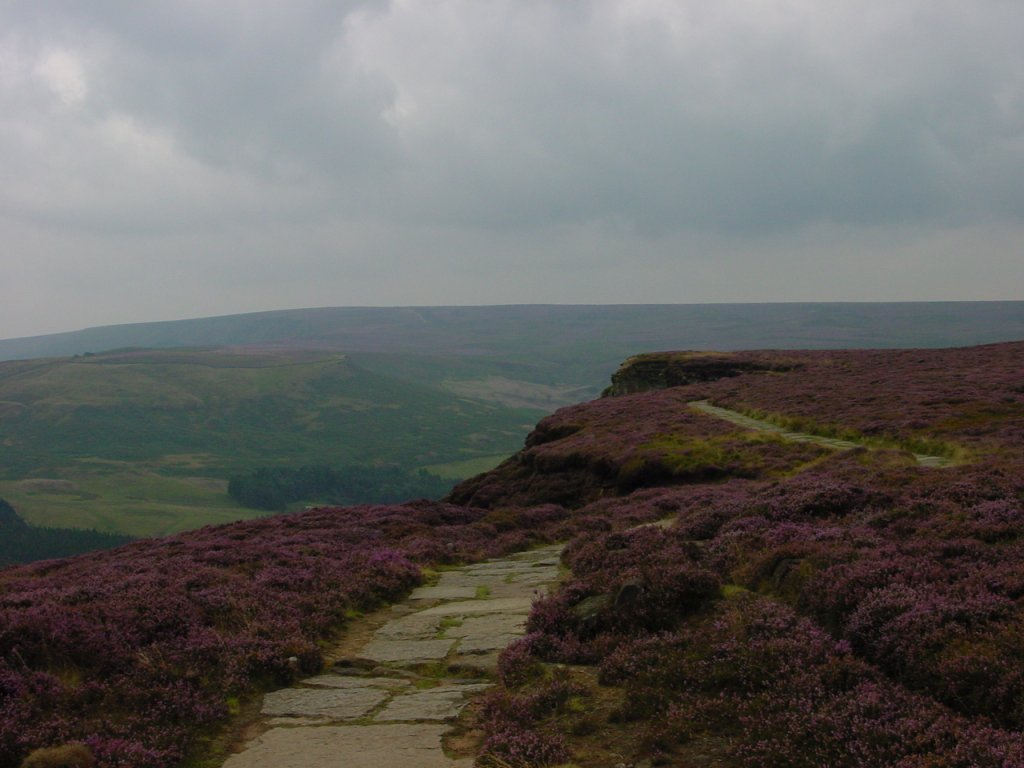
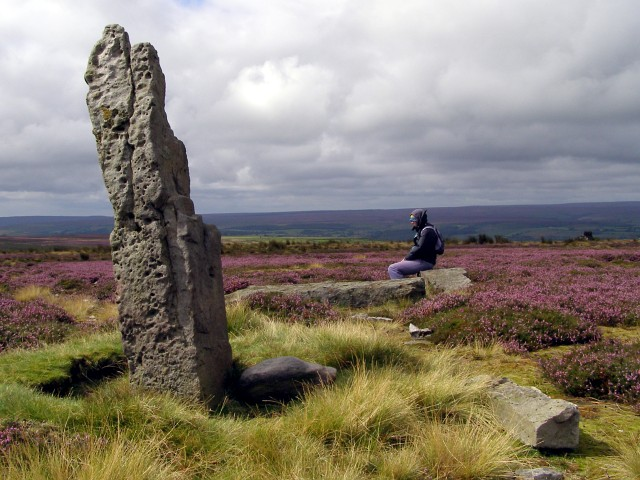
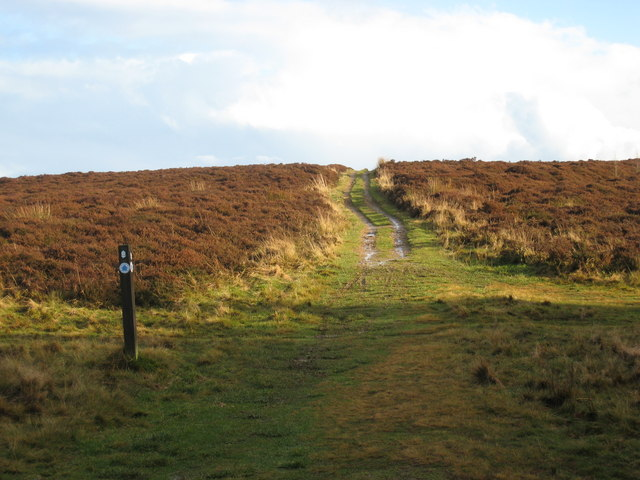
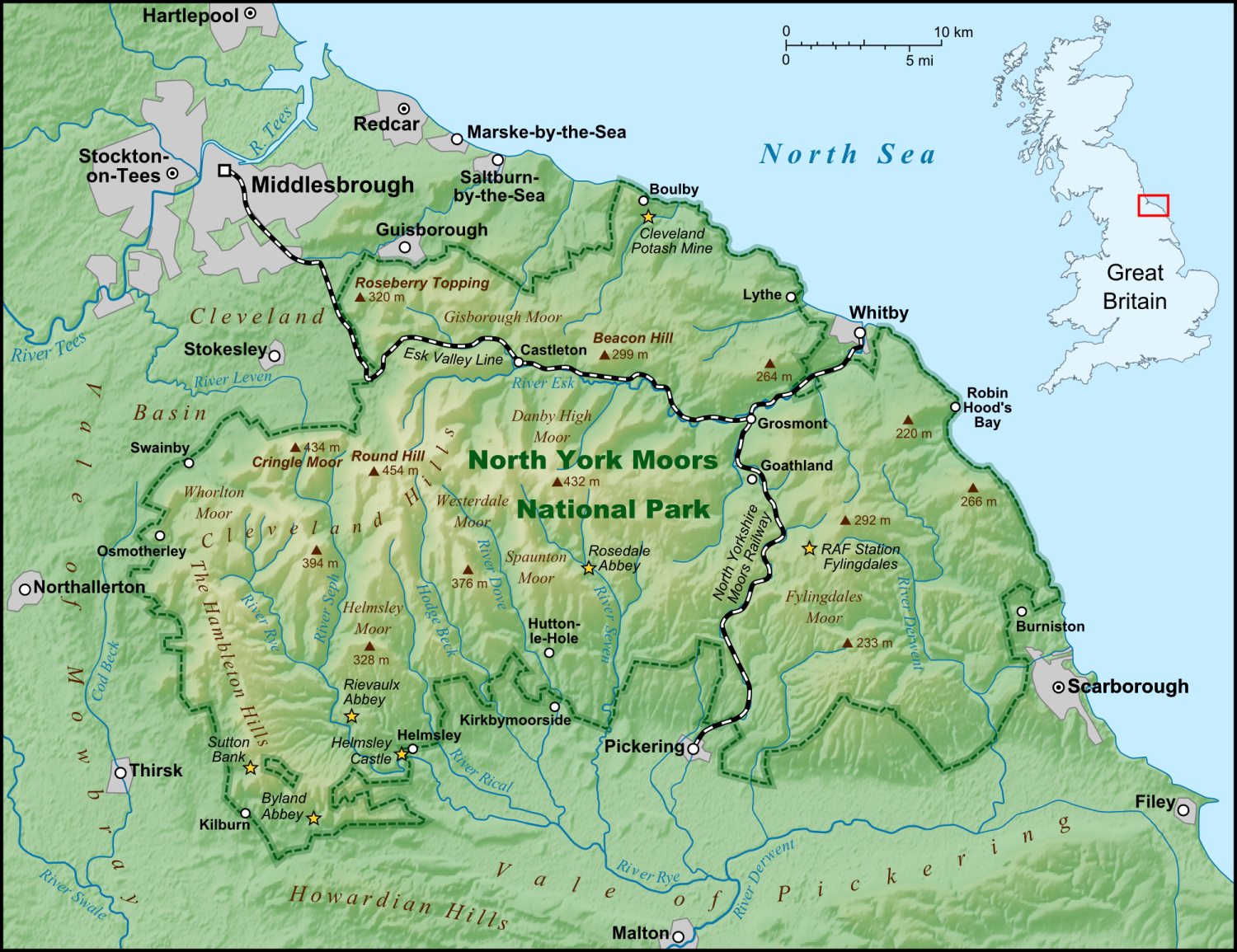
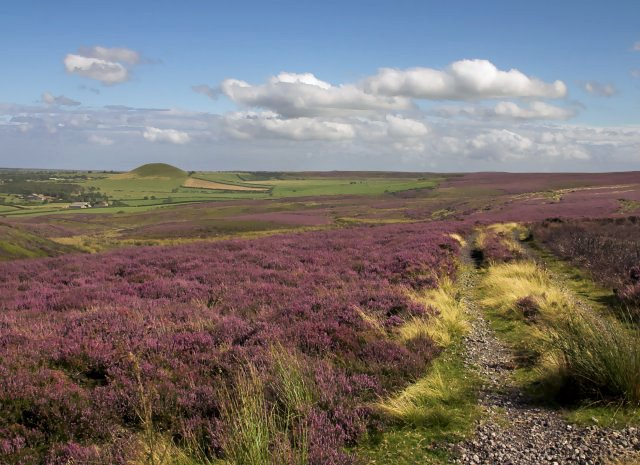
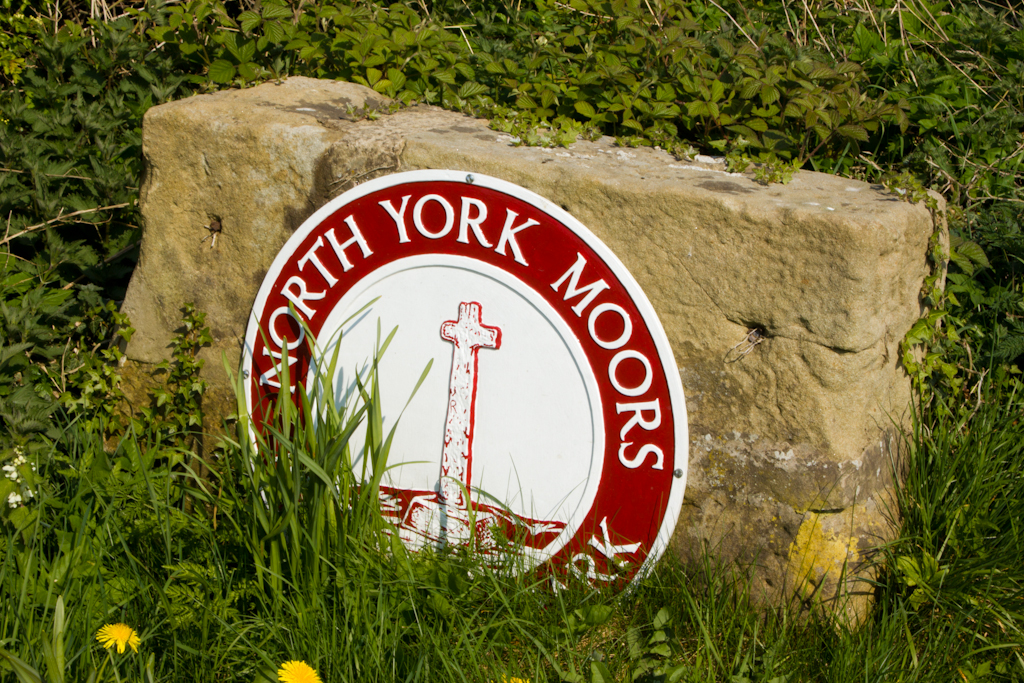
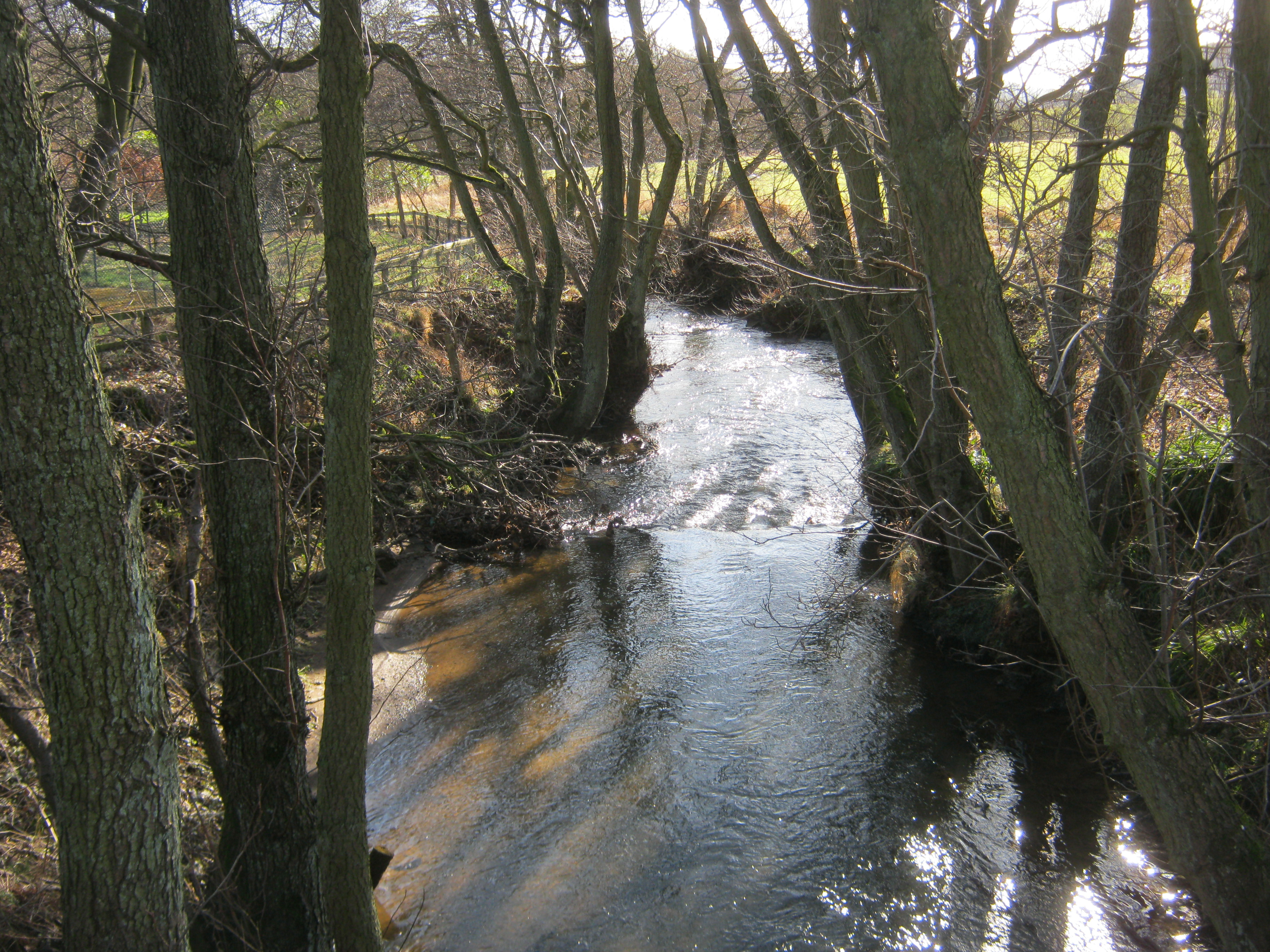